# Nahrin
Nahrin är en distriktshuvudort i Afghanistan. Den ligger i distriktet Nahrin, i provinsen Baghlan, i den nordöstra delen av landet, 170 km norr om huvudstaden Kabul. Nahrin ligger 1 138 meter över havet och antalet invånare är 22 363.